# 韦斯陶森
韦斯陶森是德国巴登-符腾堡州的一个市镇。总面积38.46平方公里，总人口5859人，其中男性2915人，女性2944人（2011年12月31日），人口密度152人/平方公里。